# Estación de Allaman
La estación de Allaman es la principal estación ferroviaria de la comuna suiza de Allaman, en el cantón de Vaud.

## Historia y situación
La estación de Allaman fue inaugurada en el año 1858 con la puesta en servicio del tramo Morges - Coppet de la línea Ginebra - Lausana. 
Se encuentra ubicada en las afueras del norte del núcleo urbano de Allaman, algo alejada del mismo. Cuenta con dos andenes, uno central y otro lateral, por los que pasan tres vías pasantes, a las que hay que sumar otra vía pasante más.
En términos ferroviarios, la estación se sitúa en la línea Ginebra - Lausana. Sus dependencias ferroviarias colaterales son la estación de Rolle hacia Ginebra y la estación de Etoy en dirección Lausana.

## Servicios ferroviarios
Los servicios ferroviarios de esta estación están prestados por SBB-CFF-FFS.

### Regional
- RE Ginebra-Cornavin - Coppet - Nyon - Morges - Lausana - Palézieux - Romont.
- RE Ginebra-Aeropuerto - Ginebra-Cornavin - Coppet - Nyon - Morges - Lausana - Vevey.

### RER Vaud
La estación forma parte de la red de trenes de cercanías RER Vaud, que se caracteriza por trenes de alta frecuencia que conectan las principales ciudades y comunas del cantón de Vaud. Allaman es la estación término de dos líneas de la red:
- S 3 Allaman - Morges - Lausana - Vevey - Montreux - Villeneuve.
- S 4 Allaman - Morges - Lausana - Puidoux-Chexbres - Palézieux.